# Bulbophyllum vestitum
Bulbophyllum vestitum är en orkidéart som beskrevs av Jean Marie Bosser. Bulbophyllum vestitum ingår i släktet Bulbophyllum och familjen orkidéer.
Artens utbredningsområde är Madagaskar.

## Underarter
Arten delas in i följande underarter:
- B. v. meridionale
- B. v. vestitum